# Xã Lakeview, Quận Burke, Bắc Dakota
Xã Lakeview (tiếng Anh: Lakeview Township) là một xã thuộc quận Burke, tiểu bang Bắc Dakota, Hoa Kỳ. Năm 2010, dân số của xã này là 14 người.